# Egypt na letních olympijských hrách
Egypt na letních olympijských hrách startuje od roku 1920. Toto je přehled účastí, medailového zisku a vlajkonošů na dané sportovní události.

## Účast na Letních olympijských hrách
| Dějiště LOH            | LOH      | Vlajkonoš                                         | Zlatá medaile | Stříbrná medaile | Bronzová medaile | Celkem |
| ---------------------- | -------- | ------------------------------------------------- | ------------- | ---------------- | ---------------- | ------ |
| 1920 Antverpy          | LOH 1920 | nebyl                                             |               |                  |                  | 0      |
| 1924 Paříž             | LOH 1924 | nebyl                                             |               |                  |                  | 0      |
| 1928 Amsterdam         | LOH 1928 | nebyl                                             | 2             | 1                | 1                | 4      |
| 1932 Los Angeles       | 1932     |                                                   |               |                  |                  | Ne     |
| 1936 Německo           | LOH 1936 | Fathallah Abdel Rahman                            | 2             | 1                | 2                | 5      |
| 1948 Londýn            | LOH 1948 | nebyl                                             | 2             | 2                | 1                | 5      |
| 1952 Helsinky          | LOH 1952 | nebyl                                             |               |                  | 1                | 1      |
| 1956 Melbourne         | LOH 1956 | nebyl                                             |               |                  |                  | 0      |
| 1960 Řím               | LOH 1960 |                                                   |               | 1                | 1                | 2      |
| 1964 Tokio             | LOH 1964 | nebyl                                             |               |                  |                  | 0      |
| 1968 Ciudad de México  | LOH 1968 | nebyl                                             |               |                  |                  | 0      |
| 1972 Mnichov           | LOH 1972 | El-Guamel Kamal Kamel                             |               |                  |                  | 0      |
| 1976 Montréal          | LOH 1976 | nebyl                                             |               |                  |                  | 0      |
| 1980 Moskva            | 1980     |                                                   |               |                  |                  | Ne     |
| 1984 Los Angeles       | LOH 1984 | Mohamed Soliman                                   |               | 1                |                  | 1      |
| 1988 Soul              | LOH 1988 | Mohamed Khorshed                                  |               |                  |                  | 0      |
| 1992 Barcelona         | LOH 1992 | Mohamed Khorshed                                  |               |                  |                  | 0      |
| 1996 Atlanta           | LOH 1996 | Hosam Abdallah                                    |               |                  |                  | 0      |
| 2000 Sydney            | LOH 2000 | Yahia Rashwan                                     |               |                  |                  | 0      |
| 2004 Athény            | LOH 2004 | Ali Ibrahim                                       | 1             | 1                | 3                | 5      |
| 2008 Peking            | LOH 2008 | Karam Gaber                                       |               |                  | 2                | 2      |
| 2012 Londýn            | LOH 2012 | Hišám Misbah                                      |               | 3                | 1                | 4      |
| 2016 Rio de Janeiro    | LOH 2016 | Ahmed El-Ahmar (zahájení) Hedaya Malak (ukončení) |               |                  | 3                | 3      |
| 2020 Tokio             | LOH 2020 | Hedaya Malak Aláldin Abúelkásim                   | 1             | 1                | 4                | 6      |
| 2024 Paříž             | LOH 2024 | Sara Ahmed Ahmed El-Gendy                         | 1             | 1                | 1                | 3      |
| Celkem                 | 23       |                                                   | 9             | 12               | 20               | 41     |
| Zdroj na Olympedia.org |          |                                                   |               |                  |                  |        |